# Euthystira brachyptera
Espèce
Euthystira brachyptera est une espèce de criquets de la famille des Acrididae.

## Distribution
Cette espèce se rencontre en Europe, au Kazakhstan et en Asie russe.

## Liste des sous-espèces
Selon Orthoptera Species File (3 avril 2010) :
- Euthystira brachyptera brachyptera (Ocskay, 1826)
- Euthystira brachyptera intermedia (Bolívar, 1897)

## Référence
- Ocskay, 1826 : Gryllorum Hungariœ indigenorum species aliquot. Nova Acta Physico-Medica Academiae Caesareae Leopoldino-Carolinae Naturae Curiosorum. vol. 23, n. 1, p. 407-410.